# 名古屋市電浄心延長線
浄心延長線（じょうしんえんちょうせん）は、かつて愛知県名古屋市に存在した、名古屋市電の路線（路面電車）の一つである。同市西区にあった浄心町停留場と秩父通停留場を結んでいた。
名古屋市交通局により1955年（昭和30年）に開業。1971年（昭和46年）に廃止された。

## 路線概況
全長は0.520km（1962年3月末時点）。全線が併用軌道、終端の秩父通停留場部分を除き複線で（統計では全線複線）、名古屋市道江川線上を走行した。
浄心延長線の起点は、上江川線・押切浄心連絡線という2つの市電路線に接続する浄心町停留場である。同停留場は市道江川線の浄心交差点付近に位置し、市道江川線を南進する上江川線に対して浄心延長線はここから北へ向った。なお押切町方面へ向う押切浄心連絡線とは線路は直接繋がっていなかった。
途中の停留場はなく、次の秩父通停留場が終点である。市道江川線と市道名古屋環状線が交差する秩父通交差点に位置していた。
市電廃止後の1980年代になって江川線の地下には名古屋市営地下鉄鶴舞線が建設された。浄心町の地下には浄心駅が開設されているが、秩父通に対応する駅はない。

## 歴史
1915年（大正4年）、上江川線が浄心前停留場（後の浄心町）まで敷設された。浄心前は当時の市街地の北端にあたる位置にあり、周囲の上名古屋・児玉・北押切といった地域は金城村に属する農村地帯であった。上江川線が開通するとこうした周辺の農村地帯でも人口が増え始め、1921年（大正10年）には名古屋市に編入された。
1920年代になると名古屋市では、都市計画に基づく道路計画の策定や編入した新市域での区画整理の進行、人口の増加などを背景として市電路線網の拡張を計画し、全長約58キロメートル、総工費2814万円に及ぶ新路線の建設計画を立てた。1928年（昭和3年）3月31日には計20路線について軌道敷設の特許を得ている。浄心延長線はこの時に特許を得た路線の一つで、区間は西区江川横町一ノ切から同区児玉町字一ツ家まで、延長は27チェーン（0.5432キロメートル）であった。しかしこの「第2期建設改良工事」と称する拡張計画は不況と資金調達難から1930年度（昭和5年度）に打ち切られ、浄心延長線を含む約53キロメートルは未開業路線となった。
浄心延長線が実際に開通したのは太平洋戦争後で、1955年（昭和30年）10月1日に浄心町停留場から秩父通停留場まで開業した。なお浄心町から先へは市営バスが先行して設定されていた区間で、1952年（昭和27年）3月時点で秩父通を経て名塚町・光音寺町方面へ至るバス路線がすでに存在していた。
開通後、名古屋市電は1950年代末に路線網・輸送人員ともに最盛期を迎えたが、事業の大幅な赤字化や市営バスの急速な拡大、自動車の普及による交通事情の変化など市電を取り巻く環境が変化したことから市は1965年度（昭和40年度）から段階的な市電の撤去に着手し、1968年（昭和43年）12月には1973年度（昭和48年度）までに市電を全廃すると決定した。この方針に従って、1971年（昭和46年）4月1日、秩父通から八熊通までの6.4キロメートル（浄心延長線のほか上江川線・押切線・下江川線の4路線からなる）が廃止され、浄心延長線は全線廃線となった。なお最終営業日の3月31日には秩父通停留場にて路線廃止に伴う「サヨナラ式」が挙行されている。

## 停留場
前述の通り、設置されていたのは浄心町（じょうしんまち）と秩父通（ちちぶどおり、所在地は秩父通地内ではなく浄心本通3丁目）という2つの停留場のみである。開業から廃止まで、この2つのほかに停留場は設置されていない。

## 接続路線
- 浄心町停留場：市電上江川線（1955年 - 1971年）・市電押切浄心連絡線（1955年 - 1971年）

## 運転系統
1961年（昭和36年）4月時点において浄心延長線で運行されていた運転系統は以下の通り。
- 10号系統：秩父通 - 浄心町 - 明道町 - 柳橋 - 水主町 - 尾頭橋 - 八熊通 - 日比野 - 船方 - 熱田駅前

上記の10号系統は1971年4月1日の廃線とともに廃止され、同日付で新設された秩父通 - 船方間の市営バス138号系統に置き換えられた。

## 利用動向

### 1959年調査
1959年（昭和34年）6月11日木曜日に実施された市電全線の利用動向調査によると、秩父通停留場における乗車人員は2,239人、降車人員は2,163人であった。また浄心町停留場における秩父通行き乗車人員は265人、秩父通発の降車人員は216人であった。

### 1966年調査
1966年（昭和41年）11月8日火曜日に実施された市電全線の利用動向調査によると、秩父通停留場における乗車人員は1,112人、降車人員は906人であった。また浄心町停留場における秩父通行き乗車人員は55人、秩父通発の降車人員は46人であった。